# Ivan Kružliak
Ivan Kružliak (Bratislava, 24 maart 1984) is een Slowaaks voetbalscheidsrechter. Hij is in dienst van FIFA en UEFA sinds 2012. Ook leidt hij wedstrijden in de Fortuna Liga.
Op 7 juli 2011 leidde Kružliak zijn eerste wedstrijden in Europees verband. Het duel tussen Fola Esch en IF Elfsborg in de voorronde van de UEFA Europa League eindigde in 1–1 en de Slowaakse leidsman trok eenmaal een gele kaart. Zijn eerste interland floot hij op 15 augustus 2012, toen Hongarije en Israël met 1–1 gelijkspeelden.
In april 2024 werd hij gekozen als een van de scheidsrechters die actief zouden zijn op het EK 2024 in Duitsland. Op het toernooi floot hij twee groepswedstrijden.

## Interlands
| Datum             | Plaats                        | Wedstrijd                       | Uitslag | Competitie             | Kreeg geel | Kreeg voor de tweede keer geel en dus rood | Weggestuurd |
| ----------------- | ----------------------------- | ------------------------------- | ------- | ---------------------- | ---------- | ------------------------------------------ | ----------- |
| 15 augustus 2012  | Boedapest, Hongarije          | Hongarije – Israël              | 1 – 1   | Vriendschappelijk      | 3          | 0                                          | 0           |
| 12 oktober 2012   | Maribor, Slovenië             | Slovenië – Cyprus               | 2 – 1   | WK 2014 kwalificatie   | 3          | 1                                          | 0           |
| 14 augustus 2013  | Kiev, Oekraïne                | Oekraïne – Israël               | 2 – 0   | Vriendschappelijk      | 4          | 0                                          | 0           |
| 6 september 2013  | Londen, Engeland              | Engeland – Moldavië             | 4 – 0   | WK 2014 kwalificatie   | 2          | 0                                          | 0           |
| 9 september 2014  | Astana, Kazachstan            | Kazachstan – Letland            | 0 – 0   | EK 2016 kwalificatie   | 3          | 0                                          | 0           |
| 29 maart 2015     | Saint-Étienne, Frankrijk      | Frankrijk – Denemarken          | 2 – 0   | Vriendschappelijk      | 0          | 0                                          | 0           |
| 7 juni 2015       | Chimki, Rusland               | Rusland – Wit-Rusland           | 4 – 2   | Vriendschappelijk      | 3          | 0                                          | 0           |
| 14 juni 2015      | Tallinn, Estland              | Estland – San Marino            | 2 – 0   | EK 2016 kwalificatie   | 1          | 0                                          | 0           |
| 3 september 2015  | Florence, Italië              | Italië – Malta                  | 1 – 0   | EK 2016 kwalificatie   | 2          | 0                                          | 0           |
| 11 oktober 2015   | Tórshavn, Faeröer             | Faeröer – Roemenië              | 0 – 3   | EK 2016 kwalificatie   | 4          | 0                                          | 0           |
| 26 maart 2016     | Wenen, Oostenrijk             | Oostenrijk – Albanië            | 2 – 1   | Vriendschappelijk      | 1          | 1                                          | 0           |
| 5 september 2016  | Turku, Finland                | Finland – Kosovo                | 1 – 1   | WK 2018 kwalificatie   | 4          | 0                                          | 0           |
| 11 oktober 2016   | Warschau, Polen               | Polen – Armenië                 | 2 – 1   | WK 2018 kwalificatie   | 4          | 1                                          | 0           |
| 2 september 2017  | Tbilisi, Georgië              | Georgië – Ierland               | 1 – 1   | WK 2018 kwalificatie   | 3          | 0                                          | 0           |
| 7 september 2018  | Ploiești, Roemenië            | Roemenië – Montenegro           | 0 – 0   | Nations League 2018/19 | 5          | 1                                          | 0           |
| 16 november 2018  | Cardiff, Wales                | Wales – Denemarken              | 1 – 2   | Nations League 2018/19 | 9          | 0                                          | 0           |
| 10 september 2019 | Elbasan, Albanië              | Albanië – IJsland               | 4 – 2   | EK 2020 kwalificatie   | 4          | 0                                          | 0           |
| 12 oktober 2019   | Zenica, Bosnië en Herzegovina | Bosnië en Herzegovina – Finland | 4 – 1   | EK 2020 kwalificatie   | 5          | 0                                          | 0           |
| 14 oktober 2019   | Praag, Tsjechië               | Tsjechië – Noord-Ierland        | 2 – 3   | Vriendschappelijk      | 2          | 0                                          | 0           |
| 17 november 2019  | Andorra la Vella, Andorra     | Andorra – Turkije               | 0 – 2   | EK 2020 kwalificatie   | 4          | 0                                          | 0           |
| 11 oktober 2020   | Oslo, Noorwegen               | Noorwegen – Roemenië            | 4 – 0   | Nations League 2020/21 | 2          | 0                                          | 0           |
| 18 november 2020  | Boedapest, Hongarije          | Hongarije – Turkije             | 2 – 0   | Nations League 2020/21 | 5          | 0                                          | 0           |
| 27 maart 2021     | Debrecen, Hongarije           | Qatar – Azerbeidzjan            | 2 – 1   | Vriendschappelijk      | 8          | 0                                          | 0           |
| 5 september 2021  | Reykjavik, IJsland            | IJsland – Noord-Macedonië       | 2 – 2   | WK 2022 kwalificatie   | 5          | 0                                          | 0           |
| 12 oktober 2021   | Kopenhagen, Denemarken        | Denemarken – Oostenrijk         | 1 – 0   | WK 2022 kwalificatie   | 3          | 0                                          | 0           |
| 29 maart 2022     | Nur-Sultan, Kazachstan        | Kazachstan – Moldavië           | 0 – 1   | Nations League 2020/21 | 8          | 0                                          | 0           |
| 8 juni 2022       | Brussel, België               | België – Polen                  | 6 – 1   | Nations League 2022/23 | 2          | 0                                          | 0           |
| 23 september 2022 | Tbilisi, Georgië              | Georgië – Noord-Macedonië       | 2 – 0   | Nations League 2022/23 | 2          | 0                                          | 0           |
| 26 maart 2023     | Belfast, Noord-Ierland        | Noord-Ierland – Finland         | 0 – 1   | EK 2024 kwalificatie   | 3          | 0                                          | 0           |
| 12 november 2023  | Pristina, Kosovo              | Kosovo – Israël                 | 1 – 0   | EK 2024 kwalificatie   | 5          | 1                                          | 0           |
| 21 november 2023  | Zagreb, Kroatië               | Kroatië – Armenië               | 1 – 0   | EK 2024 kwalificatie   | 1          | 0                                          | 0           |
| 19 juni 2024      | Keulen, Duitsland             | Schotland – Zwitserland         | 1 – 1   | EK 2024                | 5          | 0                                          | 0           |
| 25 juni 2024      | Berlijn, Duitsland            | Nederland – Oostenrijk          | 2 – 3   | EK 2024                | 3          | 0                                          | 0           |
| 9 september 2024  | Boedapest, Hongarije          | Israël – Italië                 | 1 – 2   | Nations League 2024/25 | 3          | 0                                          | 0           |
| 12 oktober 2024   | Murcia, Spanje                | Spanje – Denemarken             | 1 – 0   | Nations League 2024/25 | 5          | 0                                          | 0           |
| 20 maart 2025     | Istanbul, Turkije             | Turkije – Hongarije             | 3 – 1   | Nations League 2024/25 | 3          | 0                                          | 0           |
| 8 juni 2025       | Stuttgart, Duitsland          | Duitsland – Frankrijk           | 0 – 2   | Nations League 2024/25 | 4          | 0                                          | 0           |

Laatst bijgewerkt op 10 juni 2025.